# Maurice Gamelin
Maurice Gustave Gamelin (20. september 1872 – 18. april 1958) var en fransk general. Gamelin huskes bedst for for at have leder af det franske militær i 1940 – og dermed hovedansvarlig for nederlaget i Slaget om Frankrig under 2. Verdenskrig. Han huskes også for sit standhaftige forsvar af republikkens værdier.  
Som overgeneral (generalissimo) over de franske styrker i 2. Verdenskrig blev Gamelin anset for at være en mand med betydelige intellektuelle evner. Han var respekteret, endda i Tyskland, for sin intelligens og "Subtile tænkning", selv om nogle tyske generaler anså ham for at være stiv og forudsigelig. Trods dette, og hans kompetente indsats i 1. Verdenskrig viste hans ledelse af de franske armeer i de kritiske dage i maj 1940 at være katastrofal. Historikeren og journalisten William L. Shirer påstod, at Gamelin brugte metoder fra 1. Verdenskrig til at udkæmpe 2. Verdenskrig, men med mindre energi og med langsommere reaktioner.
Gamelin gjorde en fremragende indsats under Joseph Joffre i 1. Verdenskrig. Han omtales ofte som den der var ansvarlig for at udtænke det franske modangreb i 1914, som førte til sejren under det Første slag ved Marne. I 1933 fik Gamelin kommandoen over den franske hær og havde det overordnede ansvar for et modernisering og mekaniseringsprogram samt færdiggørelsen af Maginot-linjen. Édouard Daladier støttede Gamelin gennem hele hans karriere på grund af hans afvisning af at lade politik spille en rolle i militær planlægning og forfremmelser og hans støtte til den republikanske regeringsform – hvilket ikke var en triviel ting i en tid hvor kommunister, royalister og fascister åbent gik ind for en ny styreform. 

## Rolle i 2. Verdenskrig
Da krigen blev erklæret i 1939 var Gamelin allerede 68 år gammel. Nogle få franske enheder krydsede den tyske grænse i Saar Offensiven; men trængte kun 8 km frem, og trængte ikke igennem Tysklands ufærdige Vestvold, selv om der ikke var nogle tyske kampvogne på Vestfronten. Ifølge general Siegfried Westphal, en tysk stabsofficer på Vestfronten kunne det tyske forsvar ikke havde holdt ud i mere end to uger, hvis Frankrig havde angrebet i september 1939. Men Gamelin beordrede sine tropper til at trække sig tilbage. Han foretrak at vente indtil franskmændene og briterne havde bygget deres styrker op, og planlagde ikke med en større offensiv før i 1941. Bombning af de industrielle områder i Ruhr var forbudt, for ikke at risikere tysk gengældelse. 
Gamelin vision om hvorledes Frankrig skulle forsvares var baseret på et statisk forsvar langs den fransk-tyske grænse, som blev forstærket af Maginot-linjen. Maginotlinjen var kun 140 km lang og endte 400 km fra Den engelske kanal. Under den kolde vinter 1939-1940 blev arbejdet på forlængelsen af Maginot-linjen stoppet. Gamelin anså Ardennerne for at være uigennemtrængelige og valgte at forsvare fronten der med 10 af hans svageste, dårligt udstyrede og dårligst trænede divisioner. Ifølge general Hasso von Manteuffel, den tyske panzer general, havde Frankrig flere og bedre kampvogne end Tyskland, men valgte at sprede dem. 
Den defensive tilgangsvinkel bag Maginot-linjen var ude af trit med Gamelins egne synspunkter og han gik ind for en aggressiv fremrykning nordpå ind i Belgien og Holland for at møde de angribende tyskere så langt væk fra fransk territorium som muligt. Denne strategi passede sammen med de belgiske forsvarsplaner og de britiske mål og blev til Dyle Planen. Gamelin indsatte en stor del af de motoriserede styrker og hele British Expeditionary Force i denne strategi.  
Trods rapporter om opbygning af tyske styrker og selv om han endda kendte datoen for det tyske angreb gjorde Gamelin intet, men sagde at han ville "afvente begivenhederne". Da tyskerne angreb insisterede Gamelin på at flytte 40 af hans bedste divisioner inklusive British Expeditionary Force nordpå, lige indi den fælde som tyskerne havde opstillet. Den franske mobilisering havde tilfældigvis betydet at mange nøglearbejdere var blevet indkaldt, og dette forstyrrede franske nøgleindustrier i de første uger af felttoget. 
En stor del af det franske luftvåben blev angrebet på jorden. Resten af luftstøtten var koncentreret om den franske fremrykning frem for at angribe den sårbare 150 km lange tyske forsyningskolonne. Franskmænd og briter blev snart bange for at blive ramt i flanken. De trak sig hurtigt tilbage fra de forsvarslinjer der var forberedt i Belgien uden af forsvare dem ordentligt; men alligevel trak de sig ikke tilbage hurtigt nok til at forhindre at de blev omgået af de tyske panzer divisioner. 
Den fløj af den tyske hær, som angreb længere mod syd var heldig med at kunne krydse Meuse floden tidligere end ventet, godt hjulpet af kraftige luftbombardementer fra Luftwaffe. Selv om næsten alle broerne over Meuse blev ødelagt af franskmændene var der en dæmning 60 km nord for Sedan som kun var svagt forsvaret og som hurtigt blev erobret og udnyttet. I mellemtiden begrænsede det franske artilleri sin beskydning af frygt for at ammunitionen skulle slippe op. På denne front fulgte generaloberst Heinz Guderian ikke sine ordrer, og hastede fremad. Gamelin trak styrker tilbage fra dette ormåde for at de kunne forsvare Paris, idet han regnede med at det var tyskernes mål, frem for kysten. Da han troede, at han var blevet forrådt, og at det ikke var hans taktik, det var galt med, afskedigede han 20 af lederne ved fronten – nærmest tilfældigt. 
Længere nordpå rykkede generalmajor Erwin Rommel også hurtigt fremad, i modstrid med sine ordrer. Han nåede havet vest for BEF og fangede styrkerne der var blevet sendt til Holland og Belgien omkring Arras og Dunkerque. Hastigheden i denne fremrykning, den tyske overlegenhed i luften og franskmændene og briternes manglende evne til at gennemføre modangreb underminerede den generelle allierede stilling i en sådan grad, at briterne trak sig ud af konflikten på kontinentet. 338.226 mand, heriblandt en 120.000 franske soldater, blev trukket tilbage over Den engelske kanal fra Dunkerque. En landsætning af nye britiske tropper, der skulle være landsat i Normandiet i midten af juni, blev stoppet. Holland kapitulerede fem dage efter at være blevet angrebet. Belgierne holdt ud i godt to uger og franskmændene stod tilbage med blot en brøkdel af deres hær til at forsvare landet. Gamelin blev fjernet fra sin post den 18. maj 1940 af Paul Reynaud, som havde efterfulgt Édouard Daladier som premierminister tidligere i måneden. Den 68 årige Gamelin blev udskiftet med den 73 årige Maxime Weygand som straks forsøgte at iværksætte modangreb, men disse mislykkedes.

## Efter Frankrigs fald
Gamelin efterfulgte og blev efterfulgt som overgeneral af Maxime Weygand. Under Vichy-styret blev Gemelin arresteret og stillet for rettet anklaget for forræderi, sammen med andre vigtige politiske og militære skikkelser fra den 3. Republik (Édouard Daladier, Guy La Chambre, Léon Blum og Robert Jacomet) i den såkaldte Riom retssag.  Under retssagen afviste Gamelin at svare på anklagerne imod ham og fastholdt i stedet en ophøjet stilhed. Han blev frikendt. Han blev senere deporteret til Tyskland. Efter krigen udgav han sine erindringer under titlen Servir... (dansk: at tjene).

## Yderligere læsning
- Martin S. Alexander, The Republic in Danger : General Maurice Gamelin and the Politics of French Defence, 1933-1940, Cambridge University Press, 1992.
- Maurice Gamelin, Servir..., Paris, 1946.
- Lieutenant-Colonel Pierre Tissier, The Riom trial, with a foreword by General Charles de Gaulle, London, G. G. Harrap, 1942.
- http://www.info.dfat.gov.au/info/historical/HistDocs.nsf/(LookupVolNoNumber)/3~249